# Martin Disler
 (février 2023).
Si vous disposez d'ouvrages ou d'articles de référence ou si vous connaissez des sites web de qualité traitant du thème abordé ici, merci de compléter l'article en donnant les références utiles à sa vérifiabilité et en les liant à la section « Notes et références ».
Martin Disler, né le 1er mars 1949 à Seewen et mort le 27 août 1996 à Genève, est un artiste peintre, sculpteur et écrivain suisse.

## Biographie
Martin Disler effectue sa scolarité dans un internat à Stans. Il a interrompu ses études avant la Maturité gymnasiale en Suisse. En 1969, il partage son premier atelier, situé à Soleure, avec l'artiste peintre Agnes Barmettler (de). Il expose pour la première fois ses œuvres en 1970. Il déménage ensuite à Olten. En 1970, il épouse Agnes Barmettler dont il divorce en 1977. 
En 1971 il déménage à Dulliken, une commune à proximité d'Olten. Dès 1972 Martin Disler entreprend régulièrement des voyages en Italie et en France et dès 1977 aux États-Unis, avec son ami, l'artiste peintre Rolf Winnewisser. En 1978 il déménage à Zurich. Il déplace son atelier à la Rote Fabrik à Zurich, un centre culturel « alternatif ». 
En 1980 première exposition personnelle à la Kunsthalle Basel sous le titre Invasion durch eine falsche Sprache. Cette exposition le propulse sur la scène internationale. Il décrit son expérience avant et pendant cette exposition dans le livre Bilder vom Maler. Des extraits ont été reproduits dans de nombreux journaux et magazines.
Ont suivi des expositions en Suisse, en Allemagne, en France, en Italie, aux Pays-Bas, au Brésil et aux États-Unis. Martin Disler rencontre en 1980 l'artiste peintre Irene Grundel. Il fonde avec Dieter Hall la maison d'édition Nachbar der Welt, dans laquelle ont paru des livres d'artistes et d'amis artistes comme Helmut Federle (en) et Martin Frank. En 1981 il expose au Württembergischer Kunstverein Stuttgart (de) sous le titre Die Umgebung der Liebe. À remarquer un grand tableau panoramique de 140 × 4,5 mètres Die Umgebung der Liebe. 
En 1982 il vit à Harlingen qu'il quitte en 1983 pour Paris. En 1984 il épouse sa compagne Irene Grundel. En 1985 ils déménagent à Samedan et en 1988 à Les Planchettes dans le Massif du Jura. 
Il meurt en 1996 à Genève, à la suite d'une attaque cérébrale.
En 2014 a paru à titre posthume le roman Die Versuchung des Malers.
Disler fait partie des Nouveaux Fauves.

## Expositions
- Le dessin ne peut guère être autre chose : un projet, pas une copie..., Galerie Anton Meier, Carouge, 1976 (catalogue par Martin Disler et Rolf Winnewisser)
- Martin Disler : das Vokabular, Museum der Stadt Solothurn, 1976 (avec publication)
- Martin Disler : Invasion durch eine falsche Sprache, Kunsthalle Basel, 1980 (avec publication)
- Armleder, Disler, Federle, Centre d'art contemporain, Genève, 1981 - 1982 (avec publication)
- Martin Disler : Zeichnungen 1968-1983, Bücher und das grosse Bild Öffnung eines Massengrabs von 1982, Museum für Gegenwartskunst Basel, Groninger Museum, Kunstverein für die Rheinlande und Westfalen, Ulmer Museum, Musée cantonal des Beaux-Arts de Lausanne, Mannheimer Kunstverein, 1983 - 1985 (avec publication)
- Martin Disler, Museum Folkwang, Essen, ARC/Musée d'art moderne de la Ville de Paris, 1985 (avec publication, textes: Felix Zdenek, Demosthenes Davvetas, Klaudia Schifferle)
- Bremer Kunstpreis 1985 : Abraham David Christian, Martin Disler, Albert Hien..., Kunsthalle Bremen, 1985 (avec publication)
- Fogo Sujo / Schmutziges Feuer, Museu de arte moderna de São Paulo, 1986 (avec publication)
- Martin Disler : Studio d'arte Cannaviello, Milano, maggio-giugno 1987, (avec publication de Laurel Scheinmann)
- Escultura y dibujo, en diálogo : cuatro artistas de Suiza = Sculpture and drawing in dialogue : four Swiss artists : John M Armleder, Martin Disler, Josef Felix Müller, Anselm Stalder, Circulo de Bellas Artes, Madrid, 1988 (avec publication)
- Martin Disler : Bilder und Plastiken 1987, Kunsthaus Zürich, 1988 (avec publication, textes de Demosthenes Davvetas, Giovanni Testori)
- Martin Disler : Arbeiten der 70er Jahre + Bilderzyklus Februar'91 , Kunstmuseum Solothurn, 1991 (avec publication)
- Martin Disler : l’œuvre gravé = die Druckgraphik = the prints 1978-1988, Cabinet des estampes, Genève 1989 (avec publication de Juliane Willi-Cosandier et Rainer Michael Mason)
- Exposition suisse de sculpture = Schweizer Plastik Ausstellung = Esposizione svizzera di scultura, Art en plein air, Môtiers, 1995 (avec publication)
- Beyond Switzerland : works by contemporary Swiss artists, Hong Kong Museum of Art, 1995 (avec publication)
- Ohne Titel: eine Sammlung zeitgenössischer Schweizer Kunst, Aargauer Kunsthaus Aarau, 1995 (avec publication)
- Die letzten Aquarelle von Martin Disler, Kunstmuseum Basel, 1997, Museum Ludwig Köln, 1998, Bündner Kunstmuseum Chur, 1999 (avec publication de Dieter Koepplin)
- Von der Liebe und anderen Dämonen - Martin Disler : Werke 1979-1996, Aargauer Kunsthaus, Aarau, 2007 (avec publication de Beat Wismer et Barbara von Flüe)
- Martin Disler : Bilder vom Maler, Kunsthalle Bielefeld, 2016 (avec publication de Friedrich Meschede et Meta Marina Beeck)
- Martin Disler. Des coups au cœur, Cabinet d'arts graphiques[4], Genève, 7 avril - 30 juillet 2017
- 10 artistes suisses, Galerie Anton Meier, Genève, 2 novembre 2017 - 3 février 2017, Vidéo de l'exposition
- Wild Thing - Schweizer Kunst der 1980er-Jahre aus der Sammlung Raguse und dem Aargauer Kunsthaus (avec plus de 20 artistes suisses), Aarau, 2 décembre 2017 - 15 avril 2018